# Clisham
Clisham är ett berg i Storbritannien.   Det ligger i kommunen Yttre Hebriderna och riksdelen Skottland, i den nordvästra delen av landet, 800 km nordväst om huvudstaden London. Toppen på Clisham är 799 meter över havet. Clisham ligger på ön Lewis with Harris. Det ingår i Ben Luskentyre.
Terrängen runt Clisham är huvudsakligen lite kuperad. Clisham är den högsta punkten i trakten. Runt Clisham är det glesbefolkat, med 9 invånare per kvadratkilometer. I omgivningarna runt Clisham växer i huvudsak blandskog.